# シンギンザレイン
シンギンザレインは2015年1月に結成された日本の音楽ユニット。ヴォーカルの虹の瞳とピアノのケイイチからなる。「虹を見に行こう！」をコンセプトとしている。虹の瞳は神奈川県出身。ケイイチは群馬県出身。

## メンバー
| 名前     | 誕生日   | 主要パート           |
| -------- | -------- | -------------------- |
| 虹の瞳   | 10月11日 | ボーカル             |
| ケイイチ | 3月23日  | ピアノ（キーボード） |

## 概要
2015年1月に結成。元々は同じバンドで活動していた虹の瞳が、バンド解散後にサポートキーボードとしてケイイチを招聘したことがきっかけであった。「雨の中で歌っていても、青空に架かる虹が見えるように」、落ち込む事があっても明るい未来をイメージして欲しいとした願いを込めてシンギンザレインと名づけた。ユニットの活動特徴として地域活性化活動に精力的に参加していて、畑仕事やケイイチの伴奏によるカラオケ大会などのさまざま復興支援を行っていることがあげられる。2016年8月には群馬県坂上地区の地域復興活動を行うNPO団体へ「道しるべ」を楽曲提供。地元の小学生によるレコーディング風景が上毛新聞に掲載された。

## 音楽性
ヴォーカルとピアノの2人編成。2人共作詞、作曲を担当。楽曲構成やアレンジは共同作業し制作している。バラードや童謡、ロック、ハウス、JAZZなど幅広いジャンルの楽曲を制作している。グランドピアノも使用するが、ライブではシンセサイザーピアノも多用。彼らの独自の目線で書かれた歌詞とメロディーは、虹の瞳の爽やかな歌声と自由奔放なケイイチのピアノによって希望的な世界観を表現している。

## ディスコグラフィー

### シングル
1. Singin' in the Rain(2015年10月21日）
  1. Melody
  2. ふるさと〜みんなの笑顔へ〜
  3. いつも心に君がいる
  4. シンギンザレイン